# Питим (Жердевский район)
Питим — село в Жердевском районе Тамбовской области России. 
Входит в Пичаевский сельсовет.

## География
Расположено на реке Большая Елань (Елань) (притоке Савалы), в 20 км к юго-западу от райцентра, города Жердевка, и в 110 км по прямой к югу от центра города Тамбова.
На севере примыкает к селу Липовка, которая в свою очередь также на севере примыкает к селу Пичаево (центру сельсовета).

## История
Название, по-видимому, эрзянского происхождения (существует также народная этимология от выражения «пить им»).
Село Питим упоминается в документах ревизской сказки 1834 года по Бурнакской волости Борисоглебского уезда под названием: «Деревня Питим».
Она была заселена экономическими (ранее монастырскими) крестьянами, переселившимися из одноименного села, ныне Пичаевского района. К моменту проведения упомянутой ревизии в деревне Так же о Питиме упоминается в епархиальных сведениях 1911 года. В то время в селе насчитывалось 200 крестьянских дворов, с населением: мужского пола — 720, женского пола — 735 человек. Питимские крестьяне имели земельный надел по 2 десятины на каждую мужскую душу.

## Население
| 2002 | 2010 |
| ---- | ---- |
| 491  | ↘397 |

Согласно результатам переписи 2002 года, в национальной структуре населения русские составляли 97 % от жителей.